# Gunnar Hansen
Gunnar Hansen (Reykjavik, 4 maart 1947 – Northeast Harbor, 7 november 2015) was een Amerikaans acteur, geboren in IJsland.

## Biografie
De familie Hansen verhuisde naar de Verenigde Staten toen Gunnar Hansen vijf jaar oud was. Ze woonden zes jaar in Maine en vestigden zich vervolgens in Texas.
In 1973 deed Hansen auditie voor de film The Texas Chain Saw Massacre. Hansen kreeg de rol van Leatherface. Toch was acteren toen niet wat hij wilde. In 1975 verhuisde hij terug naar Maine en probeerde door te breken als schrijver.
Hansen ging terug naar het acteren in 1987. Hij acteerde sindsdien in lowbudget horrorfilms. Toch bleef hij boeken schrijven naar eigen zeggen hetgeen wat hij altijd als liefst wou blijven doen.
Hem werd gevraagd om ook in de remake The Texas Chainsaw Massacre uit 2003 te spelen. Hij sloeg de filmrol af en zei dat hij het een belediging vond dat de film uit 1974 een remake kreeg.
Hansen overleed in 2015 op 68-jarige leeftijd aan alvleesklierkanker in zijn woning in de Amerikaanse staat Maine.
- Biblioteca Nacional de España: XX4617262
- Bibliothèque nationale de France: cb165069583 (data)
- Gemeinsame Normdatei: 1021092029
- International Standard Name Identifier: 0000 0001 1959 3975
- Library of Congress Control Number: no2005006946
- Nederlandse Thesaurus van Auteursnamen: 37435359X
- Système universitaire de documentation: 129600075
- Virtual International Authority File: 165043347
- WorldCat: E39PBJwCW3gYRG4HF6FpdHxv73